# José Cabrero Arnal
José Cabrero Arnal (Castilsabás, Huesca, 6 de septiembre de 1909-Antibes, Francia, 7 de septiembre de 1982), más conocido como C. Arnal, fue un historietista y caricaturista español asentado en Francia.

## Biografía

### Infancia y juventud
Aunque nació en Castilsabás su familia paterna era originaria de Abiego, villa también oscense donde los Cabrero estaban documentados desde el siglo XVIII, como lo prueba la ejecutoria de infanzonía de 1741. Sus padres, Emeterio Cabrero Mur y Leonor Arnal Puértolas, se trasladaron a vivir a Barcelona para mejorar su economía y durante su juventud en la ciudad condal José Cabrero fue ebanista y reparador de máquinas de calcular. Publicó sus primeros trabajos gráficos en revistas como "Algo", y "Pocholo", creando en esta últimas series tan celebradas como Guerra en el País de los Insectos o Viajes extraordinarios del perro Top. Publicó también caricaturas políticas en la revista satírica "L'Esquella de la Torratxa", y humor erótico en la revista "Papitu" donde utilizó la firma "Cea".

### La guerra (1936-1945)
En 1936, tras estallar la guerra civil española, se alistó en las milicias republicanas y tuvo que exiliarse a Francia al acabar la contienda. En Francia se enroló en la 109.ª Compañía de Trabajadores Extranjeros en línea Maginot (CTE: unidades militarizadas que prestaban servicios auxiliares al ejército francés y que estaban compuestas principalmente por exiliados republicanos españoles).
El día 26 de junio de 1940, con ocasión de la invasión alemana, fue hecho prisionero y el 27 de enero de 1941 ingresó en el campo de concentración de Mauthausen, como muchos otros exiliados republicanos. De allí, el n.° 6299 no saldría hasta acabar la guerra, en mayo de 1945; 35 años y 39 kilos.

### Estancia en Francia
En 1946 publicó las primeras historietas de Placid y Muzo, un zorro y un oso antropomórficos, en el semanario Vaillant. Fue colaborador asiduo de L'Humanité, el diario del Partido Comunista Francés. En esta última publicación apareció por primera vez en 1948 su más célebre personaje, el perro Pif, y dos años más tarde dibujará al compañero inseparable de éste, el gato Hercule, convirtiendo a ambos en protagonistas de su serie Pif y Hércules.
Pif dio nombre en abril de 1969 a una revista, Pif Gadget, de gran éxito durante los años 70, en la que publicaron otros historietistas franceses y europeos y que sobrevivió a la muerte de su creador.

## Obra
| Años | Título                                                                             | Guionista     | Tipo       | Publicación                          |
| ---- | ---------------------------------------------------------------------------------- | ------------- | ---------- | ------------------------------------ |
| 1933 | Guerra en el País de los Insectos                                                  |               | Serie      | Pocholo                              |
| 1934 | Don Simplón                                                                        |               | Serie      | Gente Menuda, Mickey en 1936         |
| 1935 | Hazañas de Paco Zumba, el moscón aventurero                                        |               | Serie      | Pocholo                              |
| 1935 | Viajes extraordinarios del perro Top                                               |               | Serie      | Pocholo                              |
| 1936 | Cascarilla, detective. Truculentas pericipecias del Sherlock Holmes de Animalandia | [Cabero Arnal | Serie      | Pocholo                              |
| 1936 | ChinChin, el duende del tíntero                                                    |               | Serie      | Mickey                               |
| 1936 | Guerra en el País de los Insectos                                                  |               | Monografía | Santiago Vives: Aventuras Ilustradas |
| 1945 | Placid et Muce                                                                     |               | Serie      |                                      |
| 1948 | Pif                                                                                |               | Serie      |                                      |
| 1951 | Roudoudou                                                                          |               | Serie      |                                      |